# Gilbert le Despenser
Gilbert le Despenser (vers 1316 – 22 ou 23 avril 1382) est un membre de la noblesse anglaise du XIVe siècle, qui s'est particulièrement distingué militairement au début de la guerre de Cent Ans.

## Biographie
Gilbert le Despenser est le cinquième enfant d'Hugues le Despenser, 1er baron le Despenser, et d'Éléonore de Clare, 6e dame de Glamorgan et nièce du roi Édouard II d'Angleterre. Il se trouve ainsi être un arrière-petit-fils du roi Édouard Ier. Au fil des années suivantes, le père de Gilbert le Despenser devient progressivement le favori d'Édouard II et dispose d'une immense influence à la cour, qui le fait pourtant entrer en conflit avec Isabelle de France, l'épouse d'Édouard, et le reste du baronnage anglais. Le jeune Gilbert bénéficie lui-même des faveurs de son grand-oncle : le 9 juillet 1322, Édouard II accorde à sa mère cinq manoirs, censés revenir à Gilbert à sa mort.
Le 24 novembre 1326, quelques jours après l'arrestation d'Édouard II par les soldats d'Isabelle, Hugues le Despenser est exécuté pour haute trahison sur ordre de la reine, tandis qu'Éléonore de Clare est enfermée à la Tour de Londres. Leurs filles Jeanne, Éléonore et Margaret sont cloîtrées le 1er janvier 1327, tandis que leur fils aîné Hugues est incarcéré après avoir de peu échappé à l'exécution. Contrairement à son frère, Gilbert le Despenser ne constitue pas une menace sérieuse à l'autorité d'Isabelle, sans doute en raison de son jeune âge. On suppose qu'il est toutefois emprisonné à la Tour de Londres avec sa mère et ses frères Édouard et John jusqu'à leur libération en février 1328.
La famille le Despenser rentre en grâce auprès du roi Édouard III à partir d'octobre 1330 : Éléonore de Clare est restaurée dans ses possessions, tandis que son fils Hugues est libéré. Quant à Gilbert le Despenser, il est adoubé entre octobre 1338 et décembre 1344 et participe aux opérations d'Édouard III en France au cours de la guerre de Cent Ans, tout comme ses frères. Il prend ainsi part à la bataille de Morlaix le 30 septembre 1342, où son frère Édouard est tué. Le 20 décembre 1344, il est mentionné comme brièvement prisonnier à la Tour de Londres, mais on ignore pourquoi : « À Robert de Dalton, connétable de la Tour de Londres, ou à celui qui lui fournit sa place. Ordre de libérer de prison Gilbert le Despenser, chevalier, par l'entreprise principale de Guillaume de Bohun, comte de Northampton, et Hugues le Despenser, car il est en état d'arrestation dans la Tour en raison de certains excès dont il est accusé. »
Malgré cette brève incarcération, Gilbert le Despenser s'implique à nouveau dans la guerre de Cent Ans. Il est présent à la bataille de Crécy le 26 août 1346 et prend part à la chevauchée d'Édouard III en 1359-1360 et à celle de Jean de Gand en 1369. En 1349, un certain John de la Ryvere reconnaît lui devoir une dette de 900 livres. Gilbert assiste aux funérailles de Philippa de Hainaut, l'épouse d'Édouard III, le 9 janvier 1370 et reçoit de la garde-robe royale des vêtements pour cette occasion. Le 6 mars de la même année, le gardien de la garde-robe Henry de Wakefield lui remet à lui ainsi qu'aux hommes de sa retenue leur solde. Toujours en 1370, Édouard III lui accorde une pension annuelle de 40 marcs en récompense de ses services. Gilbert le Despenser meurt le 22 ou 23 avril 1382, à un âge assez avancé. Son seul fils John étant mort prématurément, c'est donc son petit-neveu Thomas le Despenser qui hérite de ses possessions.

## Mariage et descendance
À une date inconnue, Gilbert le Despenser épouse Ela Calveley, qui lui donne un fils :
- John le Despenser (1361 – 1375).